# Irena Nowakowska-Acedańska
Irena Nowakowska-Acedańska (ur. 15 grudnia 1909 we Lwowie, zm. 14 lutego 1983 w Gliwicach) – polska graficzka i malarka, pedagog.

## Życiorys
W latach 1927–1932 uczyła się na Wydziale Sztuk Zdobniczych i Przemysłu Artystycznego Państwowej Szkoły Technicznej we Lwowie. Uczennica Kazimierza Sichulskiego i Ludwika Tyrowicza. Do końca wojny związana ze Lwowem. Po 1945 krótko mieszkała w Tarnowie, następnie od 1946 w Gliwicach.
Uprawiała przede wszystkim grafikę warsztatową w różnych technikach graficznych, grafikę użytkową, malarstwo sztalugowe i ścienne, rysunek oraz tkaninę, a także projekty witraży. Lata 1932–1939 to najlepszy okres w twórczości artystki. Tematyka większości prac to architektura.
Żona artysty Zygmunta Acedańskiego.